# Grangölen, Småland
Grangölen är en sjö i Vetlanda kommun i Småland och ingår i Emåns huvudavrinningsområde.